# Cariniana ianeirensis
O jequitibá-açu (nome científico: Cariniana ianeirensis) é uma espécie de planta lenhosa da família Lecythidaceae.
Espécie do Brasil, da Mata Atlântica encontrada na Bahia, Mato Grosso, Espírito Santo, Minas Gerais, Rio de Janeiro, nas florestas da Tijuca e de Itaocara, e de São Paulo.
Esta espécie está ameaçada por perda de seu habitat, que fica muito próximo à área urbana da cidade.
A floresta da Tijuca é quase inteiramente protegida, mas buscas feitas em 1998 não encontraram espécimes desse jequitibá.
Talvez ocorra também na Bolívia